# Idumée
L'Idumée est une région limitrophe de la Judée pendant la période du Second Temple. Elle s'étend du sud des monts de Judée au nord du Néguev. L'histoire de cette région est mal connue car elle est peu traitée dans les sources antiques. L'archéologie a néanmoins livré une riche documentation épigraphique sur des ostraca, ce qui permet d'avoir un aperçu de la société et de l'économie de la région.

## L'âge du Fer
Dès le VIIe siècle av. J.-C., des populations édomites originaires de Transjordanie évoluent dans le nord du désert du Néguev. Au début du VIe siècle av. J.-C. les Babyloniens mènent une campagne contre les populations de Transjordanie, en particulier contre le royaume d'Édom. La domination babylonienne se traduit par une destruction à grande échelle des sites habités du Néguev. À partir du début du VIe siècle av. J.-C., l'effondrement du royaume de Juda encourage les populations du Néguev à s'établir plus au nord. Parallèlement, des tribus nomades pénètrent dans les zones de peuplement édomite, entraînant le déclin des sites édomites de Transjordanie et repoussant Édom au sud de la Judée.

## Période perse

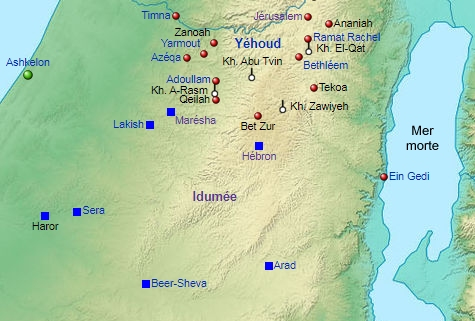
Emplacement de l'Idumée au sud de la Judée à l'époque perse

Le nombre de sites occupés en Idumée augmente de façon considérable pendant la période perse. Cet accroissement de population répond au développement économique et à l'immigration de populations venant du sud et de l'est. L'occupation de 159 sites est identifiée pour la période perse. 51 de ces sites se situent dans la région de Hébron et 108 dans la Shéphélah. Plus de la moitié des sites occupés dans la Shéphélah sont nouveaux et ne correspondent pas à une nouvelle occupation de sites de l'âge du fer. Cette croissance est moins marquée dans les monts de Hébron, où seulement 35 % des sites sont nouveaux.
L'Idumée semble ignorée dans les sources de l'époque perse. Elle n'est pas organisée comme une province administrative. Elle n'apparaît comme province qu'à l'époque hellénistique. Il semble que la région soit contrôlée par les arabes qédarites. À la suite de la conquête de l'Égypte par les Perses, Cambyse II laisse vraisemblablement le champ libre aux Qédarites pour opérer dans la région. Les Perses ont intérêt à maintenir les routes commerciales entre l'Arabie et la Méditerranée via le port de Gaza.
Plus de 1600 ostraca inscrits en araméen sont retrouvés pour la période perse. Ils datent essentiellement du IVe siècle av. J.-C., c'est-à-dire de la fin de la période. Ils constituent la principale source épigraphique pour cette période. Les sites d'Arad et de Tel Sheva sont parmi les plus riches en ostraca. Ceux de Tel Sheva traitent de la culture des champs et des vergers. Ils semblent indiquer qu'un centre de collecte de taxes y est établi. À Arad, les ostraca renseignent le ravitaillement des hommes et des animaux. Une partie de cette nourriture pouvait faire partie de la logistique d'un régiment militaire. Ils attestent également de la présence de Judéens en Idumée, notamment à des postes de fonctionnaires dans le cas des ostraca d'Arad.
Les ostraca mentionnent quinze toponymes, dont trois sont identifiés. Au vu des 1300 noms qui figurent dans ces documents, la population de l'Idumée apparaît très mélangée. Les Édomites représentent environ 27 % de la population, les Arabes 32 %, les Juifs 10 % et les Phéniciens 5 %. Le reste est d'origine sémitique occidentale, babylonienne et iranienne. Si les différentes ethnies conservent leurs identités, il ressort des ostraca qu'elles se mélangent et qu'elles sont bien intégrées entre elles. La culture matérielle indique que la population partage des traits communs. On note une tendance marquée à l'aniconisme. Ainsi, les nombreuses poteries cultuelles (kernos) pourvues de lampes à huile découvertes à Marésha ne présentent aucune représentation anthropomorphique.

## Iduméens et Nabatéens
La présence des Édomites se maintient en Transjordanie, mais ils y deviennent minoritaires face à l'invasion de populations arabes. En Transjordanie, les Nabatéens abandonnent progressivement le mode de vie nomade et se dotent d'une organisation politique et administrative. Ils deviennent un élément important, voire dominant dans la région à partir du IVe siècle av. J.-C. Dans leur nouvelle organisation, ils intègrent les groupes ethniques déjà présents comme les Édomites. Strabon identifie par erreur les Iduméens aux Nabatéens. La culture édomite persiste donc dans son territoire historique. Même lorsque les Nabatéens sont devenus l'élément démographique dominant, le nom du dieu Qôs, son culte et les rituels associés se perpétuent.

## L'Idumée hellénistique
À la suite de la conquête de Gaza par Alexandre le Grand, les Qédarites perdent leur influence dans la région. L'Idumée devient une éparchie. Hiéronymos de Cardia, cité par Diodore de Sicile, est le premier à mentionner la région sous le nom d'Idumée. Marésha devient une grande ville d'Idumée à partir du règne des Ptolémées d'Égypte. Des colons sidoniens s'y installent au milieu du IIIe siècle av. J.-C.. Marsésha abrite peut-être le siège du gouvernement. Zénon de Caunos y séjourne au milieu du IIIe siècle av. J.-C.. La ville participe au commerce du monde hellénistique : elle a des liens avec les autres villes productrices de vin et d'huile de la mer Méditerranée, de la mer Égée et de la mer Noire. À partir de la fin du IIe siècle av. J.-C., le commerce avec la Méditerranée occidentale, sous domination romaine, y est bien représenté.
À la fin du IIIe siècle av. J.-C., les fortifications perses de l'acropole de Marésha sont renforcées face au risque d'une nouvelle invasion d'Antiochos III après la bataille de Raphia. L'Idumée passe finalement sous domination séleucide.
Les populations rurales sont contrôlées par les villes d'Adouraïm et de Marésha. Comme en Judée, la politique d'hellénisation forcée par le pouvoir séleucide engendre des tensions entre le secteur rural de la population et le secteur urbain, acquis à l'hellénisme. La société iduméenne est divisée face à l'hellénisme. À l'ouest, les influences hellénistique et phénicienne sont mieux acceptées, grâce aux contacts avec les villes marchandes de la côte. L'influence grecque y est véhiculée par l'établissement des Phéniciens. À l'intérieur des terres, à l'est et dans le Néguev, le secteur rural est davantage influencé par la société juive. Juifs et Iduméens partagent une hostilité commune aux cités hellénistiques et au pouvoir séleucide.
Lors de la révolte des Maccabées en Judée, Judas Maccabée s'empare de Hébron et de Marésha. Les attaques de celui-ci ont des conséquences négatives durables sur les relations commerciales de Marésha. L'activité économique y diminue pendant les années 165 à 150. Profitant des divisions au sein du pouvoir séleucide qu'est la rivalité entre Démétrios II Nicator et Antiochos VII, Jean Hyrcan Ier mène une campagne en Idumée en 125 av. J.-C., de Hébron à Beer-Sheva. Il détruit les villes de Marésha et d'Adouraïm car celles-ci font partie du dispositif séleucide menaçant la Judée[réf. nécessaire].

## L'intégration à la Judée

### La conversion des Iduméens
En 125 av. J.-C., Jean Hyrcan Ier achève la conquête de l'Idumée. Selon les historiens grecs et romains, les Iduméens sont alors convertis au judaïsme. Les conditions de la conversion des Iduméens lors des conquêtes hasmonéennes, forcée ou volontaire, font débat chez les historiens. Ces conversions en masse sont rapportées par Strabon, Flavius Josèphe et par Ptolémée l'Historien, auteur d'une Histoire d'Hérode. Strabon semble parler d'une conversion volontaire, mais les autres auteurs parlent de conversion forcée. Pour ces auteurs, les souverains hasmonéens sont des ennemis de la culture hellénistique et romaine, arrivés au pouvoir en réaction à l'hellénisation de la société juive. Ces témoignages sont donc à considérer avec réserve. Ils insistent sur le caractère forcé de ces conversions pour mettre en évidence la tyrannie du pouvoir juif hasmonéen.
Des arguments ont été mis en avant pour justifier l'hypothèse d'une conversion pacifique et volontaire des Iduméens. Leur assimilation aux Juifs pourrait résulter d'un processus de convergence d’intérêts. Ces deux peuples sémitiques partagent la même hostilité au monde hellénistique qui menace leur indépendance et leur organisation sociale. Ce processus aurait débuté avant la conquête de l'Idumée par Jean Hyrcan. Le prestige des Hasmonéens dans leurs victoires contre les villes hellénistiques a même pu faciliter l'adhésion des Iduméens au judaïsme. La conversion des Iduméens pourrait être volontaire, mais à l'initiative des Hasmonéens et encouragée par eux. Ces circonstances expliqueraient la conquête rapide de l'Idumée. Le rôle des élites iduméennes a pu favoriser les conversions en masse. Les Hasmonéens se servent de l'influence des grandes familles iduméennes pour asseoir leur contrôle sur la région. L'adhésion des dirigeants iduméens au judaïsme a pu entraîner celle du reste de la population. La famille d'Hérode, par exemple, s'intègre très rapidement aux cercles dirigeants hasmonéens. Dès le règne d'Alexandre Jannée, Antipas, le grand-père d'Hérode Ier le Grand, est nommé stratège de l'Idumée et de Gaza. Cependant, pour les villes hellénistiques d'Adora et de Marissa, les conversions au judaïsme ont vraisemblablement été opérées sous la contrainte. D'autres historiens jugent plausible le caractère forcé de la conversion des Iduméens.

### La société iduméenne
La participation des Iduméens aux révoltes juives est souvent prise comme élément pour démontrer que leur conversion est volontaire, durable et sincère. Des Iduméens participent à la révolte réprimée par Varus, qui suit la mort d'Hérode (4 av. J.-C.), et à la défense de Jérusalem pendant la Grande révolte contre les Romains (66-73 ap. J.-C.). La révolte à la mort d'Hérode est cependant un soulèvement populaire provoqué par un mécontentement accumulé sous la tyrannie d'Hérode et qui éclate à la suite des exactions de Sabinus et des troupes romaines. Il affecte toutes les régions du royaume. Quant à la défense de Jérusalem en 69-70, elle ne s'inscrit pas dans le cadre d'une guerre entre Juifs et Romains, mais dans le cadre d'une guerre civile entre l'aristocratie soutenue par les Romains et le peuple ordinaire. Pendant le siège de Jérusalem, les Iduméens ont d'ailleurs leur propre organisation sociale, peut-être héritée de leur société tribale.
Les Iduméens s'intègrent mal à la société juive. Ils restent un peuple distinct qui possède sa propre organisation sociale. Leurs coutumes se maintiennent et la judaïsation n'affecte pas la conduite des affaires locales ou familiales. L'Idumée est un territoire organisé sur un mode tribal. Elle n'a pas de capitale centralisée, mais des centres régionaux (Hébron, Adora, Marissa). Peut-être signe de cette organisation tribale, les Hasmonéens s'appuient sur les puissantes familles iduméennes pour s'assurer le contrôle de la région. Les dirigeants judéens font des alliances politiques avec des familles iduméennes. Antipas est nommé stratège d'Idumée par Alexandre Jannée. À l'époque hérodienne, Costobar s'allie avec Hérode Ier. Pour assurer le contrôle du district d'Idumée, Hérode n'hésite pas à nouer une alliance politique avec une importante famille iduméenne, celle de Costobar. Celui-ci épouse Salomé, la sœur d'Hérode, alors même qu'il est issu d’une famille de prêtres de Qôs et qu'il reste attaché aux traditions locales. En rupture avec Hérode, il cherche à réinstaurer le culte de Qôs et à gouverner une Idumée indépendante, en s'appuyant sur l'Égypte et la reine Cléopâtre VII.
La soumission au pouvoir juif suscite des oppositions. La politique de judaïsation entraîne un exil de quelques Iduméens. Des colonies iduméennes apparaissent dans la vallée du Nil. En Idumée, des groupes conservent les traditions édomites, dont le culte de Qôs, au moins jusqu'à l'époque hérodienne.

### La période romaine
Après la période hasmonéenne, l'est de l'Idumée est considérée comme une partie intégrante de la Judée. Lorsque la Judée est divisée après la conquête de Pompée, seule la partie ouest est détachée de la Judée. Des Iduméens participent à la révolte qui suit la mort d'Hérode (4 av. J.-C.) et à la défense de Jérusalem pendant la Grande révolte contre les Romains (66-73 ap. J.-C.). Des cercles iduméens s'opposent au pouvoir romain. Vingt mille Iduméens se seraient joints aux Juifs pour combattre les Romains.

## Dans la culture
Le nom d'Idumée a trouvé sa sacralisation poétique dans le vers célèbre de Mallarmé : « Je t'apporte l'enfant d'une nuit d'Idumée ! » (Don du Poème, 1865).

## Sources
- Cet article est partiellement ou en totalité issu de l'article intitulé « Édom » (voir la liste des auteurs).